# Florian Ludwig
Florian Ludwig (* 1970 in Gerolzhofen) ist ein deutscher Dirigent, insbesondere von Opern. Er war Generalmusikdirektor am Theater Hagen von 2008 bis 2017 und arbeitete international als Gastdirigent. Er ist seit 2015 Professor für Orchesterleitung an der Hochschule für Musik Detmold in der lippischen Stadt Detmold.

## Werdegang
Ludwig ist der Sohn des Kantors Klaus Uwe Ludwig. Er wurde früh an Musik herangeführt, spielte Blockflöte und Klavier und sang im kirchlichen Kinderchor. Sein Vater riet von einem musikalischen Beruf ab, daher begann Ludwig zunächst ein Studium der Physik und der Astronomie. Dann wandte er sich doch der Musik zu und studierte an der Musikhochschule München Dirigieren bei Hermann Michael und Liedbegleitung bei Helmut Deutsch. Nach dem Abschluss mit Auszeichnung 1996 wurde er in eine Meisterklasse für Dirigieren aufgenommen. Er arbeitete mit Dirigenten wie Colin Davis und Franz Welser-Möst. Ein Stipendium der Stadt München ermöglichte ihm 1997 bei Wolfgang Sawallisch und dem Philadelphia Orchestra zu studieren. Im selben Jahr wurde er Dirigent des Orchesters der Konrad-Adenauer-Stiftung und füllte die Position bis 2008 aus.
Ludwig war ab 1998 Korrepetitor und später Kapellmeister am Nationaltheater Mannheim. 2001 wechselte er zum Theater Bremen, wo er 2003 Erster Kapellmeister wurde. Am Theater Hagen war er Generalmusikdirektor von 2008 bis 2017. Dort setzte er sich für ein weites Spektrum von Werken ein, darunter neue Opern wie Barbers Vanessa und Crossover-Projekte. Das Programm für die Spielplan 2014/15 erhielt den Preis des Verbandes der Deutschen Musikverleger für das beste Jahresprogramm. Ludwig dirigierte 2017 die Uraufführung der Jugendoper Tschick, nach dem Roman und Schauspiel von Wolfgang Herrndorf, vertont von Ludger Vollmer. Ludwig wurde 2020 Generalmusikdirektor am Stadttheater Gießen für zwei Jahre, als die Stelle plötzlich unbesetzt war.
Ludwig arbeitete international als Gastdirigent, darunter auch in Argentinien. Er dirigierte beim finnischen Opernfestival Opera Cava in Nilsiä, wo er 2006 Webers Der Freischütz leitete und 2007 Joonas Kokkonens The Last Temptations. Er dirigierte Offenbachs Orpheus in der Unterwelt an der Wiener Volksoper 2007.
Ludwig lehrte Orchesterleitung an der Hochschule für Künste Bremen bis 2008 und wurde 2015 Professor für Orchesterleitung an der Hochschule für Musik Detmold.